# Stieltjeskonstanter
Inom matematiken är Stieltjeskonstanterna {\displaystyle \gamma _{n}} en serie konstanter som förekommer i Laurentexpansionen av Riemanns zetafunktion:
{\displaystyle \zeta (s)={\frac {1}{s-1}}+\sum _{n=0}^{\infty }{\frac {(-1)^{n}}{n!}}\gamma _{n}\;(s-1)^{n}.}
Den nollte konstanten {\displaystyle \gamma _{0}=\gamma =0.577\dots } är känd som Eulers konstant.

## Representationer
Stieltjeskonstanterna ges av ett gränsvärde
{\displaystyle \gamma _{n}=\lim _{m\rightarrow \infty }{\left(\left(\sum _{k=1}^{m}{\frac {(\ln k)^{n}}{k}}\right)-{\frac {(\ln m)^{n+1}}{n+1}}\right)}.}
(Fallet n = 0 kräver att den första summanden erfordrar evalveringen 00, vilket antas vara 1.)
Cauchys differentialformel leder till integralrepresentationen
{\displaystyle \gamma _{n}={\frac {(-1)^{n}n!}{2\pi }}\int _{0}^{2\pi }e^{-nix}\zeta \left(e^{ix}+1\right)dx.}

## Numeriska värden
De första värdena är
| n      | Ungefärligt värde av γn                                     | OEIS    |
| ------ | ----------------------------------------------------------- | ------- |
| 0      | +0,5772156649015328606065120900824024310421593359           | A001620 |
| 1      | −0,0728158454836767248605863758749013191377363383           | A082633 |
| 2      | −0,0096903631928723184845303860352125293590658061           | A086279 |
| 3      | +0,0020538344203033458661600465427533842857158044           | A086280 |
| 4      | +0,0023253700654673000574681701775260680009044694           | A086281 |
| 5      | +0,0007933238173010627017533348774444448307315394           | A086282 |
| 6      | −0,0002387693454301996098724218419080042777837151           | A183141 |
| 7      | −0,0005272895670577510460740975054788582819962534           | A183167 |
| 8      | −0,0003521233538030395096020521650012087417291805           | A183206 |
| 9      | −0,0000343947744180880481779146237982273906207895           | A184853 |
| 10     | +0,0002053328149090647946837222892370653029598537           | A184854 |
| 100    | −4,2534015717080269623144385197278358247028931053 × 1017    |         |
| 1000   | −1,5709538442047449345494023425120825242380299554 × 10486   |         |
| 10000  | −2,2104970567221060862971082857536501900234397174 × 106883  |         |
| 100000 | +1,9919273063125410956582272431568589205211659777 × 1083432 |         |

För stora n så ökar Stieltjeskonstanterna snabbt i absoluta värden och ändrar tecken i ett komplext mönster.
Över 10000 siffror i decimalutvecklingarna, för numeriska värden av Stieltjeskonstanter upp till n = 100000, har beräknats av Johansson. De numeriska värdena kan hämtas från LMFDB .

## Asymptotisk ökning
Stieltjeskonstanter uppfyller
{\displaystyle |\gamma _{n}|<{\frac {4(n-1)!}{{\pi }^{n},}}}
vilket bevisades av Berndt. En mycket tätare gräns, giltig för {\displaystyle n\geq 10}, gavs av Matsuoka:
{\displaystyle |\gamma _{n}|<0.0001e^{n\log \log n}}
Knessl och Coffey gav en formel som efterliknar Stieltjeskonstanter exakt för stora n. Om v är den unika lösningen av
{\displaystyle 2\pi \exp(v\tan v)=n{\frac {\cos(v)}{v}}}
med {\displaystyle 0<v<\pi /2}, och om {\displaystyle u=v\tan v}, så är
{\displaystyle \gamma _{n}\sim {\frac {B}{\sqrt {n}}}e^{nA}\cos(an+b)}
där
{\displaystyle A={\frac {1}{2}}\log(u^{2}+v^{2})-{\frac {u}{u^{2}+v^{2}}}}
{\displaystyle B={\frac {2{\sqrt {2\pi }}{\sqrt {u^{2}+v^{2}}}}{[(u+1)^{2}+v^{2}]^{1/4}}}}
{\displaystyle a=\tan ^{-1}\left({\frac {v}{u}}\right)+{\frac {v}{u^{2}+v^{2}}}}
{\displaystyle b=\tan ^{-1}\left({\frac {v}{u}}\right)-{\frac {1}{2}}\left({\frac {v}{u+1}}\right).}
Upp till {\displaystyle n=10^{5}} förmodar Knessl–Coffey approximation med korrekt tecken, med det enda undantaget för {\displaystyle n=137}.

## Generaliserade Stieltjeskonstanter
Mer generellt kan man definiera Stieltjeskonstanter {\displaystyle \gamma _{k}(a)} som förekommer i Laurentserien som utvidgning av Hurwitzs zeta-funktion:
{\displaystyle \zeta (s,a)={\frac {1}{s-1}}+\sum _{n=0}^{\infty }{\frac {(-1)^{n}}{n!}}\gamma _{n}(a)\;(s-1)^{n}.}
Låt a vara ett komplext tal med Re(a) > 0. Eftersom Hurwitzs zeta-funktion är en generalisering av Riemanns zeta-funktion har vi
{\displaystyle \gamma _{n}(1)=\gamma _{n}.\;}